# Ракетна зброя Ірану
Ракетна зброя розробляється Іраном в атмосфері протистояння з країнами Заходу, часткової міжнародної ізоляції та за наявності власної ядерної програми, що призвело до необхідності розвитку власної ракетної зброї.

## Історія

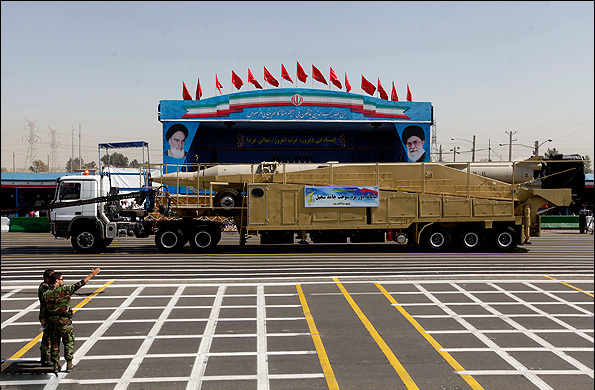
Ракета Саджил

Головними помічниками у створенні власної ракетної зброї були Росія та КНДР. Так, у 1993 році на базі радянського ракетного комплексу «Луна-М» була створена ракета «Зільзаль».
У 1994 році на базі північнокорейських ракет Нодон почали розроблятися балістичні ракети Шахаб-3 (перша іранська ракета, здатна досягти території Ізраїлю). До 2011 року в Ірану налічувалося 40 ракет цього класу.
13 серпня 2017 р. Парламент Ірану схвалив законопроєкт щодо збільшення витрат на ракетну програму. Це стало реакцією на нещодавно ухвалений у США закон, що дозволяє Вашингтону розширювати санкції щодо Тегерана.

## Склад
Комплекси малої дальності :
- «Тондар» (до 150 км)
- "Фатех " (менше 200 км)

Комплекси середньої дальності :
- «Шахаб»
- «Кадер»

Балістичні :
- ближнього радіусу дії Hatf- II (180 км, 2012)[4]
- «Саджил» (дальність 2 тис. км, 2008 рік)

Крилаті ракети :
- Мескат («Meshkat») дальністю 2000 км і більше на основі куплених в Україні радянських Х-55, ракети готові після 2012.[5][6]
- «Тріумф» — найшвидша у світі КР морського базування.[7]
- Достовірно існують КР, що базуються на підводних човнах (не ПКР)[8].
- Nasr-e Basir — КР морського та сухопутного базування з активним маневруванням та самонаведенням.
- Qadir — морського та сухопутного базування проти морських цілей (до 300 км).

Протикорабельні :
- Крилаті ракети «Гадер» (дальність 222 км; розробка завершена влітку 2011)[9].

Також на озброєння Ірану перебувають різні ПКР розробки США (Гарпун), Китаю (С-серія), Ірану.

## Проблеми експлуатації
В умовах тривалої ізоляції Іран був позбавлений доступу до низки технологій, що неминуче вплинуло на боєздатність його ракетних частин. Є відомості про відсутність технологій, що дозволяють тримати протягом тривалого часу на чергуванні рідинні ракети. Через що постановка останніх на чергування та зняття з нього супроводжуються тривалими та трудомісткими процедурами, що неминуче позначається на боєздатності.

## Навчання
28 вересня 2008 року було проведено масштабні навчання «Маневри Великого Пророка — IV», на яких було випробувано «Фатех», «Тондар» та «Шахаб».
У січні 2012 року «Гадер», «Нур» (дальність 200 км) та «Наср» були випробувані в акваторії Перської затоки у рамках навчань «Велайят-90» («Главенство-90»).